# Lady (Supertramp)
Lady is een nummer van de Britse band Supertramp uit 1975. Het is de eerste single van hun vierde studioalbum Crisis? What Crisis?.
"Lady" wist in het Verenigd Koninkrijk geen hitlijsten te behalen, maar haalde daarentegen de 15e positie in Ierland. In Nederland werd het nummer slechts een mager succesje; het bereikte de 4e positie in de Tipparade.